# قانون جورجیا
قانون جورجیا (به انگلیسی: Georgia Rule) فیلمی محصول سال ۲۰۰۷ و به کارگردانی گری مارشال است. در این فیلم بازیگرانی همچون جین فوندا، فلیسیتی هافمن، لیندزی لوهان، درموت مالرونی، گرت هدلند، لاری میت کالف، کری الویس، هکتور الیزوندو، دیلن مک‌لاکلین، زکری گوردون، کریستین لیکین ایفای نقش کرده‌اند.